# A897 road
Die A897 road ist eine A-Straße in der schottischen Council Area Highland. Sie beginnt an der Ostküste der Grafschaft Sutherland in Helmsdale und führt durch den Osten von Sutherland entlang der Grenze zu Caithness an die schottische Nordküste, wo sie bei Melvich in die A836 einmündet.

## Verlauf
Mit Ausnahme der Ortsdurchfahrt von Helmsdale ist die A897 als Single track road ausgeführt. Sie beginnt im Ortskern von Helmsdale, wo sie von der A9, der wichtigsten Nord-Süd-Route in den Highlands, abzweigt. Von Helmsdale aus verläuft die A897 zunächst im Strath of Kildonan, dem vom River Helmsdale durchflossenen Tal, in Richtung Nordwesten. Die A897 verläuft durchgängig östlich des River Helmsdale und erschließt die entlang der Straße aufgereihten Croftersiedlungen des Strath of Kildonan. Westlich des Flusses verläuft parallel die Bahnstrecke der Far North Line. 

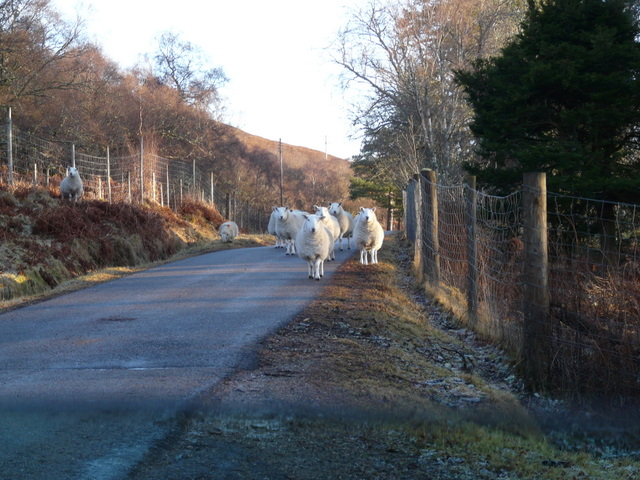
Die A987 bei Kildonan Lodge

Etwa 25 Kilometer nordwestlich von Helmsdale verlässt die A897 das Tal des River Helmsdale. Nördlich davon zweigt bei Kinbrace die B871 nach Westen ab, die das Strathnaver erschließt. Ab Kinbrace verläuft die Straße direkt parallel zur Bahnstrecke geradlinig in Richtung Norden durch flache Heide- und Moorlandschaft. Bei Forsinard zweigt die Far North Line in Richtung Nordosten ab. Die A897 tritt nördlich der kleinen Ansiedlung in das Strath Halladale ein, durch das sie bis zur Nordküste verläuft. Sie erschließt hier diverse Croftersiedlungen. Bei der Halladale Bridge endet die A897 mit der Einmündung in die A836, über die weiterführende Verbindungen entlang der schottischen Nordküste bestehen. 